# Velký Kriváň
Velký Kriváň (slovensky: Veľký Kriváň) je s 1708,7 m n. m. nejvyšší vrchol pohoří Malá Fatra v severozápadní části Slovenska.

## Poloha
Vrchol Velkého Kriváně je součástí hlavního hřebene Krivánské části Malé Fatry. Nachází se nad horní hranicí výskytu kosodřeviny a je výborným vyhlídkovým bodem s ideálním kruhovým výhledem. Sousedí s vrcholy Pekelník (1609 m) a Chleb (1645,6 m) od nichž jej oddělují sedla Bublen (1610 m) a Snilovské sedlo (1524 m).

## Výstup
Výstup na vrchol je možný od chaty Vrátna po zelené turistické značce, dále je možné využít sedačkovou lanovku na Snilovské sedlo (1524 m) a odtud po červené značce na vrchol. Délka výstupu po zelené značce je asi 2:30 hod., od horní stanice lanovky je vrchol vzdálen asi 45 minut.

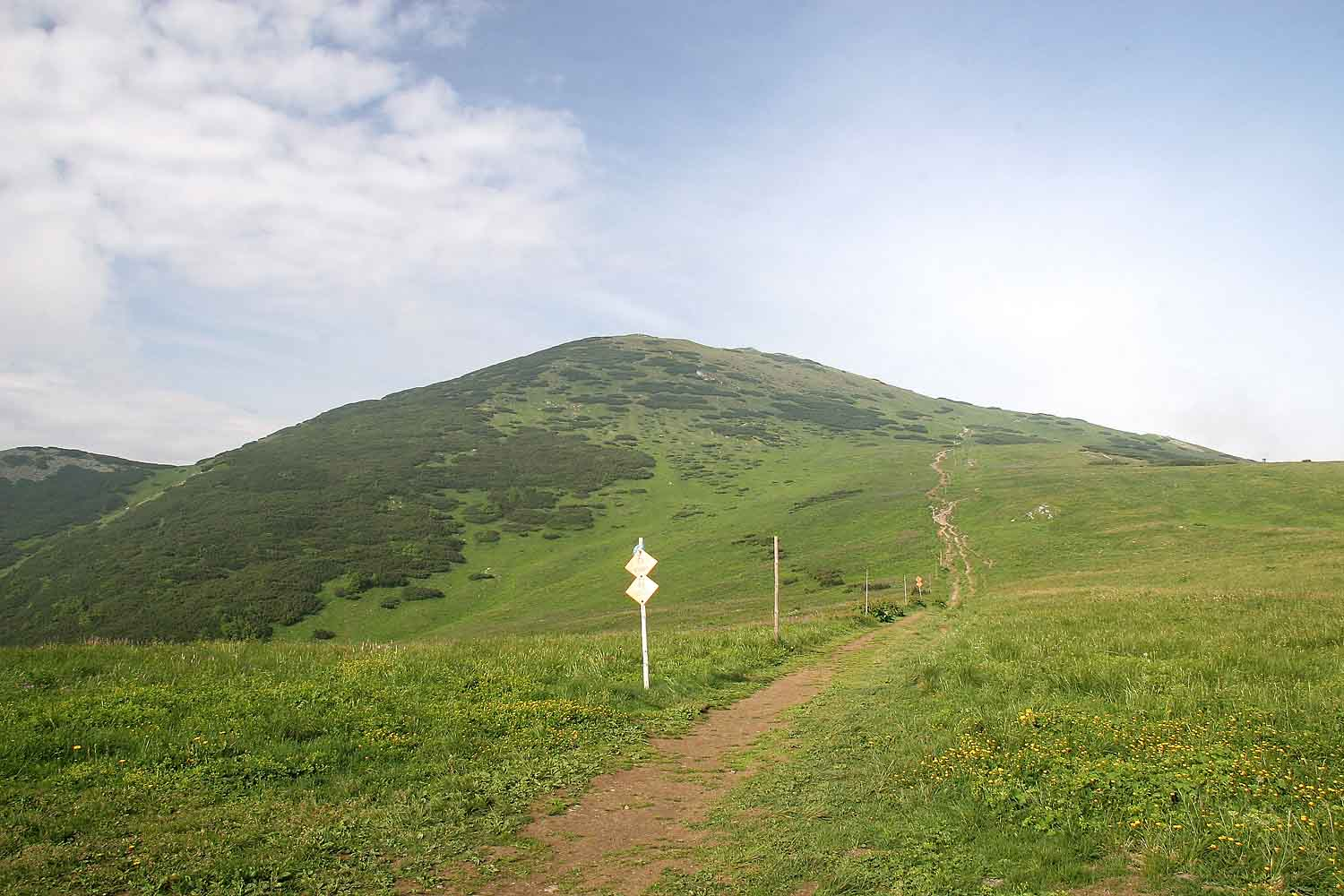
Velký Kriváň ze Snilovského sedla